# Здание Текстильсиндиката (Новосибирск)
Здание краевой конторы Всесоюзного Текстильсиндиката (также «Дом текстилей») — четырёхэтажное Г-образное здание, построенное в 1926 году. Расположено в Центральном районе Новосибирска на углу улиц Ленина и Советской. С восточной стороны к дому присоединены два других здания (со стороны улицы Ленина и  улицы Орджоникидзе).

## Строительство и реконструкция
Здание Текстильсиндиката было возведено в 1926 году архитектором Андреем Дмитриевичем Крячковым и первоначально имело два этажа. Его угол представлял собой восьмигранную башню, к которой примыкало здание. По сторонам башни планировалось установить скульптурные группы, олицетворяющие собой мощь одержавшего победу пролетариата, но их так и не установили. В залах первого этажа велась торговля тканями, на втором этаже располагались конторы и жилые помещения Текстильсиндиката.
В 1930 году Дом текстилей перешёл под управление конторы «Сибуголь» и был реконструирован инженером И. Д. Лалевичем — его увеличили на два этажа, а с северной стороны сделали пристройку. С 1941 по 1955 годы в здании размещался институт военных инженеров транспорта (современный СГУПС), с 1960-х — хлебный магазин «Золотой Колос» с собственной пекарней.
Начиная с 2014 года весь первый этаж здания занимают исключительно предприятия общественного питания

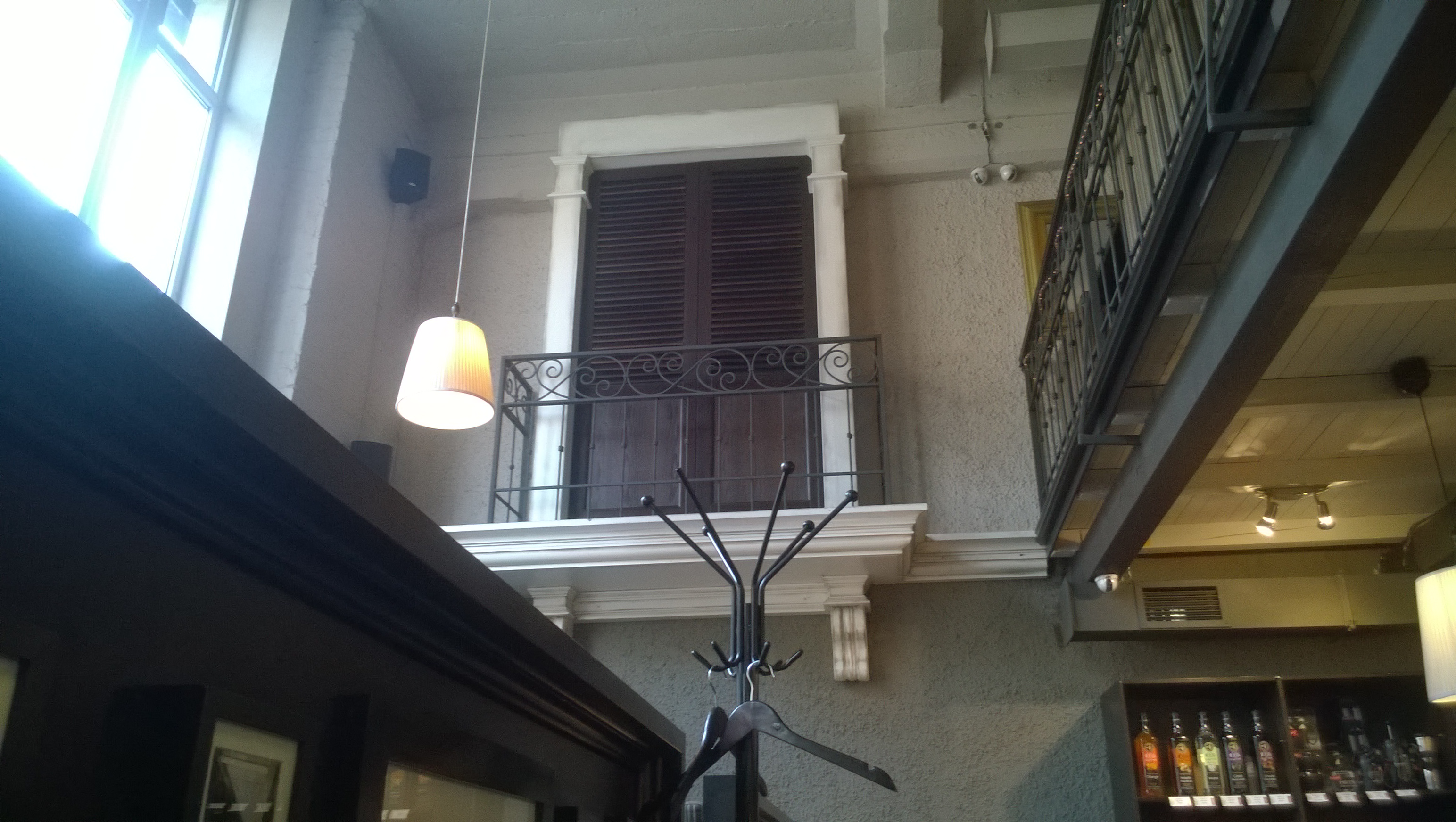
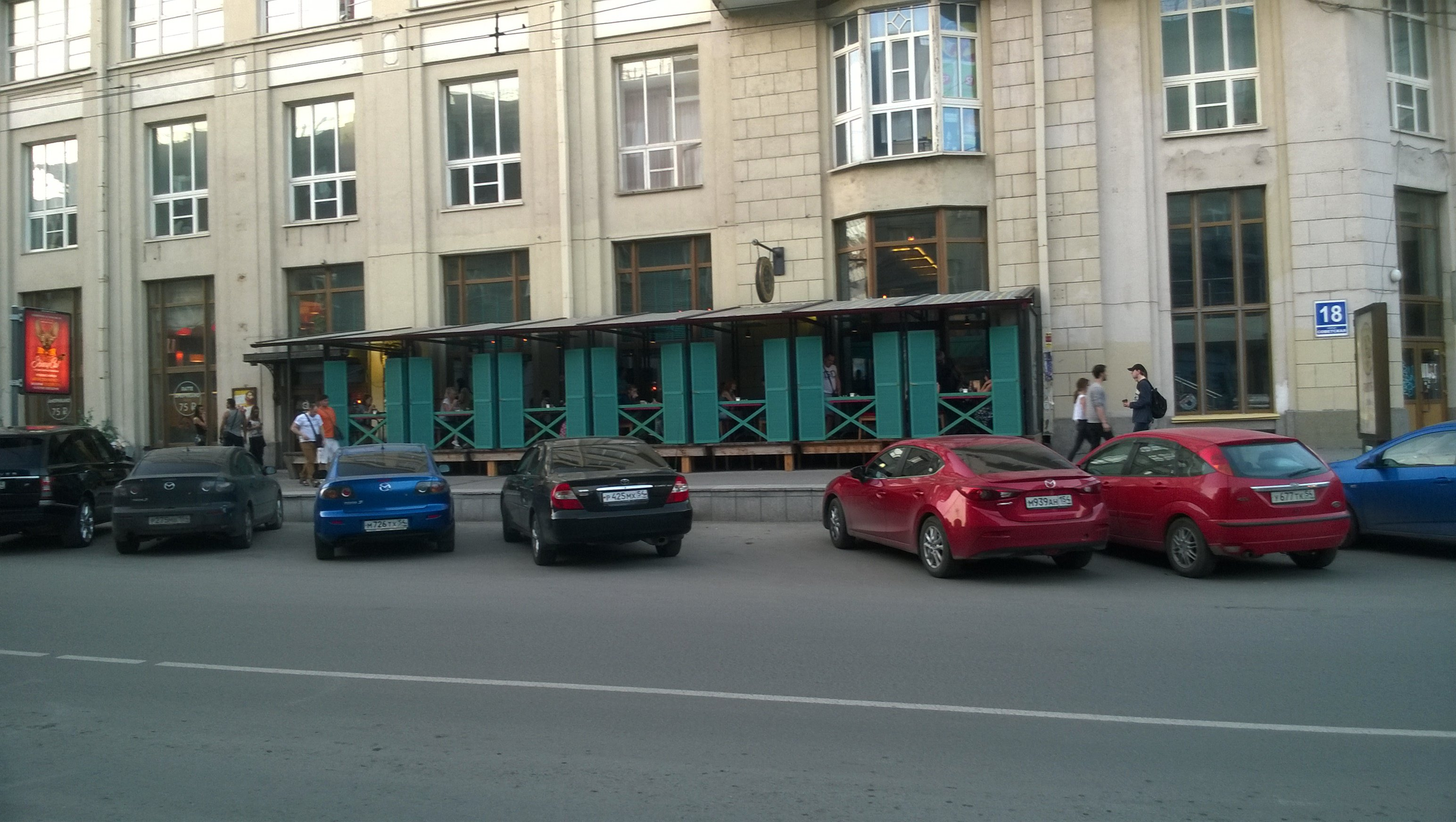